# Pedro Sánchez
För andra betydelser, se Pedro Sánchez (olika betydelser).
Pedro Sánchez Pérez-Castejón, född 29 februari 1972 i Madrid, är en spansk politiker. Han är ledare av socialistpartiet, PSOE, samt landets premiärminister sedan 2018.

## Biografi

### Bakgrund
Pedro Sánchez har universitetsstudier från Real Centro Universitario Escorial och Universidad Camilo José Vela. Han har även studerat vid Université Libre de Bruxelles i Belgien.
Åren 2004–2009 var han kommunalråd i staden Madrid. Därefter har han i två perioder varit ledamot av deputeradekammaren (Spaniens underhus). – 2009–2011 samt 2014–2016. Under den sistnämnda perioden verkade han även som partiledare för Spaniens socialistparti och som oppositionsledare i deputeradekammaren. Efter parlamentsvalet återkom Sánchez i den förstnämnda rollen; han valdes dock inte in på egen plats i parlamentet.

### Ny premiärminister
Den 1 juni 2018 utsågs Pedro Sánchez till ny spansk premiärminister efter att hans misstroendevotum mot den då sittande Mariano Rajoy vunnit majoritet i deputeradekammaren. Omröstningen föranleddes av domslut i en korruptionshärva där Rajoys Partido Popular (PP) varit inblandad. Vid tillträdesceremonin dagen därpå – för första gången utan religiösa inslag (kung Felipe VI gjorde de religiösa elementen valbara efter hans tillträde som statschef 2014) – svors Sánchez in som ny spansk premiärminister.
Sánchez tillträde som spansk premiärminister skedde mot bakgrund av ett antal oroliga år inom spansk politik under 2010-talet. Rajoy och PP var i regeringsställning sedan 2011, och tiden sedan dess har präglats mycket av korruptionsskandaler och en konflikt med regionregeringen i Katalonien. Skandalerna har bidragit till att både PP och PSOE förlorat röster till de nya partierna Ciudadanos och Podemos, samtidigt som det katalanska problemet bidragit till att försvåra samarbetsklimatet mellan partierna. Sánchez tillträdde en regering med svagt parlamentariskt stöd, med ett nyval som möjlig utväg.
Den katalanska konflikten har fortsatt att påverka Sánchez regering. I februari 2019 misslyckades han med att sin statsbudget godkänd i parlamentet, efter att de katalanska tidigare stödpartierna röstat emot. Sánchez har utlyst nyval till den 28 april. I november 2019 parlamentsval  kom socialdemokratiska PSOE att fortsätta som det största partiet i Spanien med 120 platser.

### Koalitionsregering
I januari 2020 bildade premiärminister Pedro Sànchez  en ny koalitionsregering med vänsterpartiet Podemos. Spanien fick sin första koalitionsregering sedan återgången till demokrati på 1970-talet. Det spanska parlamentet gjorde slut på Spaniens traditionella enpartiregeringar, då det på tisdag eftermiddag godkände den nya minoritetsregeringen med rösterna 167 mot 165.

## Privatliv
Sánchez gifte sig med María Begoña Gómez Fernández år 2006 och paret har två döttrar. Förutom spanska talar Sánchez flytande engelska och franska. Sánchez är uttalad ateist.